# Берег Скелетов (национальный парк)
Берег Скелетов (англ. Skeleton Coast National Park) — национальный парк в Намибии.
Образованный в 1971 году природный парк сегодня располагается на площади 16 845 км².
Национальный парк занимает северную часть Берега Скелетов. Его территория начинается на севере от реки Угаб и тянется на 500 км до реки Кунене на границе с Анголой. Парк на западе граничит с регионом Каоковелду. Его территория разделяется на две зоны: южную и северную. Доступ к южной части свободный, в том числе и на внедорожниках, северную могут посещать только группы, организованные лицензионными туристическими организациями; эти группы обязаны придерживаться специальных правил пребывания и не имеют права оставаться в парке на ночь.
Въезд в парк находится за несколько километров перед рекой Угаб, русло которой в этом месте прорезает глубокий извилистый каньон сквозь отложения мраморных, доломитовых и сланцевых пород. Возле въезда местность представляет собой галечную пустыню, только на севере в 100 километрах, вблизи бухты Торра-Бей начинаются поля песчаных дюн.
Возле речки Гуаб находится покинутая буровая вышка нефтяников, на которой сейчас гнездятся капские бакланы. В нескольких километрах на север от Торра-Бей на берегу лежит корпус разбившегося корабля Atlantic Pride; в расположенном недалеко каньоне, прорезанном в ярких песках, находится единственный в пустыне водопад.
В северной части в окрестностях реки Хоарусиб расположен памятник природы Ревущие Дюны Террас-Бей. Вследствие свойства песка, из которого они состоят, при определённой силе и направлении ветра с этих дюн можно съезжать на сноуборде; при этом резонансные колебания в песке создают грохот, похожий на звук работающего двигателя самолёта, который можно услышать за несколько километров.

## Галерея
- Шпринбокская брама — въезд по шоссе С39